# Henri Vidal
Henri Vidal (Royat, 26 novembre 1919 – Parigi, 10 dicembre 1959) è stato un attore francese.

## Biografia
Lasciò la famiglia a soli 17 anni per trasferirsi a Parigi. Vinse il titolo di Apollon de l'année 1939 e fu poi scoperto da Édith Piaf, grazie alla quale debuttò nel cinema in Montmartre-sur-Seine (1941), in cui ebbe come partner la stessa Piaf in una delle sue rare apparizioni cinematografiche. Dopo alcuni altri ruoli minori, l'attore fu valorizzato dal regista René Clément, che lo diresse ne I maledetti (1947). L'anno successivo, Vidal fu protagonista del kolossal di produzione italiana Fabiola (1948), per la regia di Alessandro Blasetti. Grazie alla virile bellezza e alla prestanza fisica, l'attore si assicurò il ruolo del gladiatore cristiano Rhual, accanto a Michèle Morgan, che sposò nel 1950. 
Durante gli anni cinquanta, Vidal alternò ruoli in costume a interpretazioni in cui ebbe l'occasione di dimostrare il suo talento. Interpretò il generale romano Flavio Ezio nel kolossal Attila (1954) accanto ad Anthony Quinn, e il maresciallo Gioacchino Murat in Napoleone Bonaparte (1955) di Sacha Guitry. Tra le sue migliori interpretazioni sono da ricordare il personaggio di Steve in Amanti nemici (1952) di Yves Allégret, il bandito Pierre Barbier in Quartiere dei Lillà (1957) di René Clair, il pilota automobilistico Pierre Chaillot nella commedia Angelica ragazza jet (1959), accanto a Romy Schneider, Jean-Paul Belmondo e Michèle Mercier.
Al termine delle riprese della commedia Sexy Girl (1959), a fianco di Brigitte Bardot, Vidal morì improvvisamente per una crisi cardiaca, all'età di 40 anni. L'attore era appena stato ricoverato per un ennesimo tentativo di disintossicazione dagli stupefacenti, da cui era dipendente dall'età di 17 anni e che ne avevano fortemente compromesso la salute nella seconda metà degli anni cinquanta, conducendolo a ripetuti periodi di depressione. È sepolto nel cimitero di Pontgibaud, nel natìo dipartimento del Puy-de-Dôme.

## Filmografia
- Montmartre-sur-Seine, regia di Georges Lacombe (1941)
- Port d'attache, regia di Jean Choux (1943)
- L'ange de la nuit, regia di André Berthomieu (1944)
- Étrange destin, regia di Louis Cuny (1946)
- L'éventail, regia di Emile E. Reinert (1947)
- I maledetti (Les maudits), regia di René Clément (1947)
- Fabiola, regia di Alessandro Blasetti (1949)
- Le paradis des pilotes perdus, regia di Georges Lampin (1949)
- Anime incatenate (La belle que voilà), regia di Jean-Paul Le Chanois (1950)
- Quai de Grenelle, regia di Emile E. Reinert (1950)
- La passante, regia di Henri Calef (1951)
- Maternità proibita (L'étrange Mme X), regia di Jean Grémillon (1951)
- I sette peccati capitali (Les sept péchés capitaux), regia di Yves Allégret e Claude Autant-Lara (1952)
- Amanti nemici (La jeune folle), regia di Yves Allégret (1952)
- Art. 519 codice penale, regia di Leonardo Cortese (1952)
- C'est arrivé à Paris, regia di Henri Lavorel (1952)
- Scampolo '53, regia di Giorgio Bianchi (1953)
- Orient Express, regia di Carlo Ludovico Bragaglia (1954)
- Attila, regia di Pietro Francisci (1954)
- Série noire, regia di Pierre Foucaud (1955)
- Napoleone Bonaparte (Napoléon), regia di Sacha Guitry (1955)
- Raffiche di mitra (Le port du désir), regia di Edmond T. Gréville (1955)
- Gli assassini vanno all'inferno (Les salauds vont en enfer), regia di Robert Hossein (1955)
- Azione immediata (Action immédiate), regia di Maurice Labro (1957)
- Quartiere dei Lillà (Porte de Lilas), regia di René Clair (1957)
- La febbre del possesso (Une manche et la belle), regia di Henri Verneuil (1957)
- Lulù tra gli uomini (Charmants garçons), regia di Henri Decoin (1957)
- Una parigina (Une parisienne), regia di Michel Boisrond (1957)
- Fatti bella e taci (Sois belle et tais-toi), regia di Marc Allégret (1958)
- Les naufrageurs, regia di Charles Brabant (1959)
- Perché sei arrivato così tardi? (Pourquoi viens-tu si tard?), regia di Henri Decoin (1959)
- Pensione Edelweiss, regia di Ottorino Franco Bertolini (1959)
- La venere tascabile (La bête à l'affût), regia di Pierre Chenal (1959)
- Angelica ragazza jet (Ein Engel auf Erden), regia di Géza von Radványi (1959)
- Sexy Girl (Voulez-vous danser avec moi?), regia di Michel Boisrond (1959)

## Doppiatori italiani
Nelle versioni in italiano dei suoi film, Henri Vidal è stato doppiato da:
- Mario Pisu in I sette peccati capitali
- Giulio Panicali in Attila
- Giuseppe Rinaldi in Fabiola, Sexy Girl
- Nando Gazzolo in Quartiere dei Lillà
- Stefano Sibaldi in Pensione Edelweiss